# Referéndum constitucional de Surinam de 1987
Un referéndum constitucional se celebró en Surinam el 30 de septiembre de 1987.  Se invitó a los votantes a aprobar la nueva constitución del país, que preveía una Asamblea Nacional unicameral de 51 escaños elegidos por representación proporcional y un Presidente elegido indirectamente por la Asamblea Nacional. Más del 96% votó a favor, con una participación del 62,7%.

## Contexto histórico
Desde el Golpe de los Sargentos en 1980, Surinam se encontraba bajo una dictadura militar encabezada por Desi Bouterse. Dado el creciente malestar popular y protestas acontecidas desde 1985, se redactó una nueva constitución y el presidente Fred Ramdat Misier convocó a un referéndum para abrir paso a una transición democrática. 

## Resultados
| Opción                             | Votos   | %    |
| ---------------------------------- | ------- | ---- |
| A favor                            | 114,719 | 96.9 |
| En contra                          | 3,617   | 3.1  |
| Votos nulos/en blanco              | 3,999   | –    |
| Total                              | 122,335 | 100  |
| Votantes registrados/participación | 195,099 | 62.7 |
| Fuente: Nohlen                     |         |      |

## Consecuencias
Tras la aprobación de la nueva constitución, en noviembre de 1987 tuvieron lugar las primeras elecciones democráticas en 10 años, las cuales llevaron a la Presidencia a Ramsewak Shankar.